# Bugatti Veyron 16,4 Grand Sport La Finale
El Bugatti Veyron 16,4 Grand Sport La Finale es un automóvil superdeportivo fabricado por Bugatti Automobiles SAS en 2016. Es el último Veyron de Bugatti. Fue adquirido por un adinerado cliente de Oriente Medio.

## Diseño

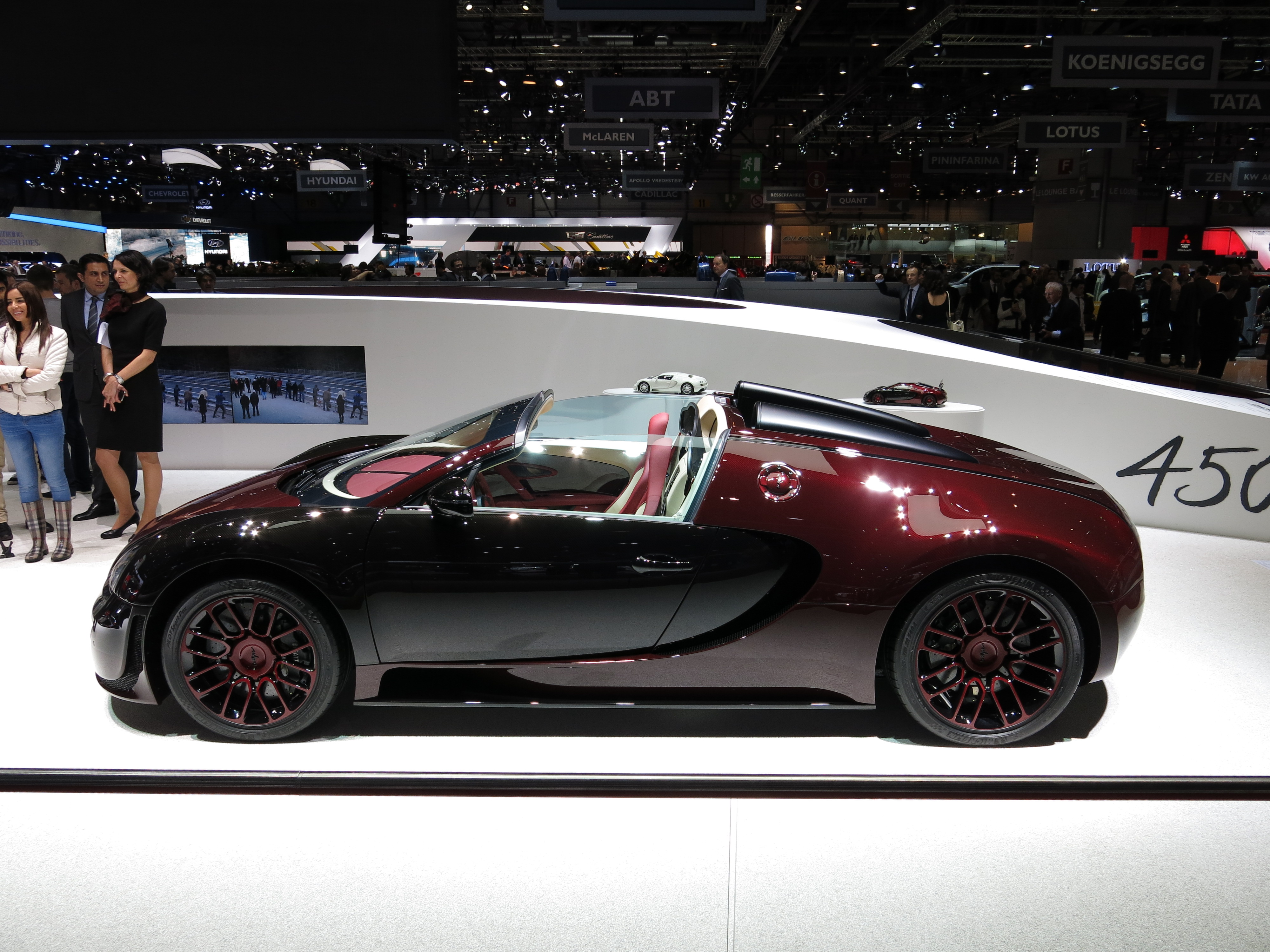
La Finale en el Salón de Ginebra.

El La Finale está basado en un Grand Sport Vitesse, luce una decoración bitono, en negro y rojo. La carrocería está fabricada en fibra de carbono vista, los logotipos EB y 16.4 lucen un acabado rojizo.
Las llantas adoptan color rojo, están hechas a partir de un único bloque de aliminio y cuentan con el logotipo del elefante de Bugatti, esta también en la tapa del depósito de combustible y en el habitáculo (de bronce y con inscripción 450/450). Las tomas de aire y la cubierta del intercooler fueron pintadas de color negro. En el habitáculo predomina la tapicería de piel color beige, con detalles en color rojo "Hot Spur". Los asientos de cubo fueron tapizados de forma magistral y en las cabeceras destaca el logo La Finale bordado.

## Motor

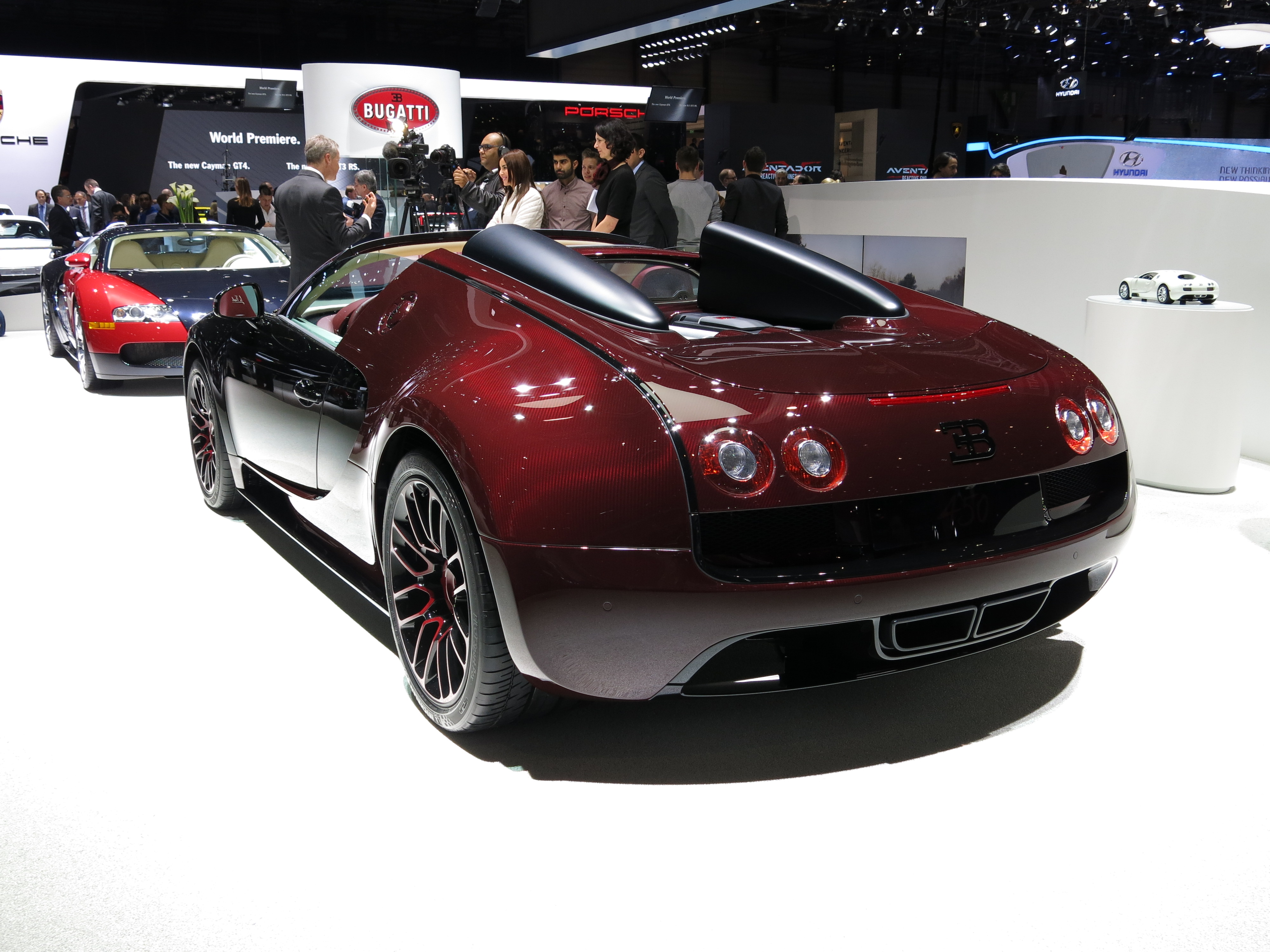
vista trasera del La Finale

El Bugatti Veyron Grand Sport La Finale, marcado con el número de chasis 450 cuenta con una máquina W16 que provee un torque superior a los 1,500 Nm y que puede catapultar al auto de 0 a 100 km/h en 2.6 segundos, así como de alcanzar una velocidad máxima de 410 km/h.